# Pic Bayle
Il Pic Bayle (3.465 m s.l.m.) è la montagna più alta della Catena Grandes Rousses nelle Alpi del Delfinato. Si trova nel dipartimento francese dell'Isère.
Ospita sul suo versante ovest il ghiacciaio di Quirlies. Si può salire sulla vetta partendo dal lago Besson.